# Camp de Túria
Le Camp de Túria est une comarque de la province de Valence, dans la Communauté valencienne, en Espagne. Son chef-lieu est Llíria.

## Géographie
La comarque est traversée au sud par le Túria et délimitée au nord par la Sierra Calderona. C'est une comarque catalanophone.

## Communes

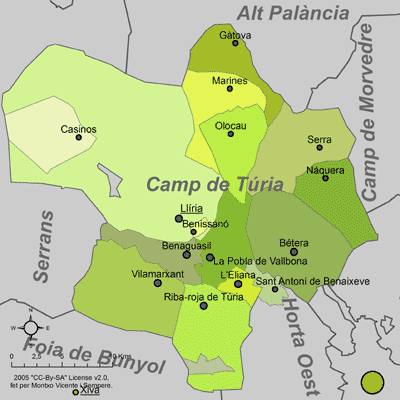
Communes du Camp de Túria

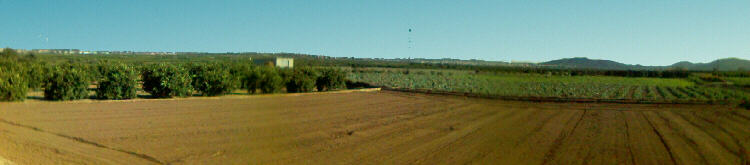
Terrains de la Vall Bona : l'Eliana, Benaguasil et Riba-roja de Túria.

- Benaguasil
- Benisanó
- Bétera
- Casinos
- L'Eliana
- Gátova
- Llíria
- Loriguilla
- Marines
- Nàquera
- Olocau
- La Pobla de Vallbona
- Riba-roja de Túria
- San Antonio de Benagéber
- Serra
- Vilamarxant